# Dolomit
Ovo je članak o mineralu i sedimentnoj stijeni dolomitu. Za članak o planinama Dolomitima pogledajte Dolomiti.
Dolomit je naziv i za mineral i za sedimentnu stijenu, a oboje su izgrađeni od kalcij-magnezijeva karbonata
(CaCO3 x MgCO3) u kristalnome stanju. Obično je bijele boje, ali može biti i crvenkast, siv ili smeđ od primjesa željeza ili mangana.

## Svojstva i osobine
Nalazi se u pukotinama eruptivnih stijena i u rudnim žilama kao pratilac nekih ruda. Mnogo je češći kao glavni sastojak istoimenih stijena koje zajedno s vapnencem izgrađuju cijele planine. Takve stijene sadržavaju različite omjere CaCO3 i MgCO3 i mogu predstavljati sve prijelaze od čistoga kalcita do pravog dolomita.
Stijena dolomit izgrađena je dominantno od minerala dolomita. Vapnenac koji je djelomično zamijenjen dolomitom naziva se dolomitni vapnenac, a u starijoj američkoj literaturi magnezijski vapnenac.

Prvi put ga je opisao kao stijenu francuski prirodoslovac, geolog i minerolog Déodat Gratet de Dolomieu u izdancima u Dolomitnim Alpama sjeverne Italije, 1791. godine, po kojem je i dobio ime.
Mineral dolomit je sličan vapnencu, kemijskog sastava kalcij-magnezijev karbonat (CaCO3 x MgCO3). Kristalizira u trigonskom kristalnom sustavu. Formira bijele, sive do roze. često zaobljene kristale, iako se obično nalazi u masivnim agregatima. Fizička svojstva su mu jako slična fizičkim svojstvima kalcit, ali možemo ih razlikovati po tome što dolomit ne reagira s 3%-tnom klorovodičnom kiselinom. Relativna tvrdoća dolomita je 3.5 do 4, a gustoća 2.85 g/cm3. Vrijednosti indeksa loma su nω = 1.679 - 1.681 te nε = 1.500. Sraslaci su česti. Serija čvrstih otopina postoji između dolomita i željezom bogatog ankerita. Male količine željeza u strukturi boje mineral žuto do smeđe. Strukturne primjese mangana mogu doseći vrijednosti i do 3%, što mineralu daje ružičastu boju. Može postojati i serija čvrstih otopina između dolimita i manganom bogatog kutnahorita. Olovo i cink također se izmjenjuju s magnezijem u strukturi.

## Postanak
Dolomitne stijene su jedne od najčešćih sedimentnih stijena (čak 10% svih sedimentnih stijena su dolomiti), koje se pojavljuju od prekambrija do kenozoika, ali rijetko ih se nalazi u recentnim okolišima. Međutim, laboratorijskom sintezom dolomit se dobiva na temperaturama većim od 100 °C, uvjetima tipičnim za ukopavanje sedimentnih bazena - što je u suprotnosti s geološkim dokazima koji upućuju da se formirao pri nisko-temperaturnim uvjetima. Izgleda da visoka temperatura ubrzava kretanje kalcijevih i magnezijevih iona tako da pronađu svoje mjesto u uređenoj strukturi u razumnom vremenu. To upućuje na zaključak da je manjak dolomita koji bi se trebao formirati danas posljedica kinematičih faktora, tj. ne može se uočiti formiranje dolomita jer se taj proces odvija presporo da bismo ga mogli uočiti.
Recentni dolomit se pojavljuje kao sedimentni mineral u posebnim uvjetima današnje Zemljine površine. U 1950-ima i '60-ima, nađeno je da se formira u visoko salinim jezerima regije Coorong u južnoj Australiji. Minerali dolomita također se javljaju u dubokomorskim sedimentima, gdje je visok udio organske komponente. Takav dolomit naziva se organogeni dolomit.
Istraživanjima je nađen moderna dolomitna formacija pod anaerobim uvjetima u veoma zasićenoj slanoj laguni duž obale Rio de Janeira u Brazilu, tzv. Lagoa Vermelha i Brejo do Espinho. Zanimljiv slučaj formiranja dolomita je u bubrezima psa dalmatinera. Smatra se da je to bila posljedica kemijskih procesa uzrokovanih djelovanjem bakterija. Neki čak smatraju da se dolomit razvija pri ovim uvjetima posredstvom sulfatno-reducirajućih bakterija. Rade se i druga istraživanja kojima se ističu nove zanimljive poveznice između geologije (koja djeluje u velikim razmjerima) i mikrobiologije (koja djeluje u malim razmjerima).  
Prava uloga bakterija u nisko-temperaturnom formiranju dolomita treba još biti pronađena.
Izgleda da dolomit nastaje u mnogo različitih tipova okoliša i može imati promjenjive strukturne, teksturalne i kemijske karakteristike. Neki istraživači smatraju da ne postoji samo jedna mehanizam po kojemu se dolomit formira. Mnogi moderni dolomiti značajno se razlikuju od većine dolomita nađenih u stijenama iz drugih geoloških razdoblja, što dovodi do zaključka da se okoliši u kojima su se dolomiti formirali u geološkoj prošlosti značajno razlikuju od onih gdje se formiraju danas.
Laboratorijska sinteza dolomita (i magnezita) najprije vodi do inicijalne sedimentacije metastabilnog prethodnika (kao što je magnezijski kalcit), koji se postupno mijenja u sve stabilnije faze (kao što su dolomit ili magnezit) tijekom periodičkih intervala otapanja i ponovne sedimentacije. Opći princip koji određuje ovu ireverzibilnu geokemijsku reakciju je Ostwaldovo pravilo koraka

## Uporaba
Dolomit se rabi kao nakit, kao sirovina za cement te kao izvor magnezijvog oksida. Vrlo je važan kao stijena koja može sadržavati naftu (tj. služi kao rezervoar nafte), a također se u njemu mogu naći metali poput olova, cinka i bakra. Gdje je vapnenac previše skup ili nije čest, dolomit se može rabiti kao prašak za zavarivanje željeza i čelika.
Dolomitske stijene lako se drobe, pa se upotrebljavaju u građevinarstvu (dolomitski pijesak) i kao sirovina za dobivanje magnezija.
Prerađeni dolomit služi kao vatrostalni materijal za gradnju metalurških peći.
U hortikulturi, dolomit i dolomitni vapnenac dodaju se tlima zbog smanjivanja kiselosti.

### Kao prehrambeni dodatak
U prehrani se dolomit nekada prodaje kao dijetni prilog pod pretpostavkom da će biti dobar simultani izvor dva elementa važna u prehrani: kalcija i magnezija. No, kako neki dolomiti iz rudnih regija sadrže značajne udjele olova i drugih otrovnih elemenata, korisnici bi trebali provjeriti da dolomiti koje koriste ne potječu iz tih regija, prije nego što ih unesu u organizam. Nadalje, laboratorijska istraživanja Sveučilišta u Alberti pokazala su da je dolomit praktički netopiv u želučanoj kiselini te da se uklanja iz tijela prije nego što se prihvatljiva količina magnezija i kalcija uopće može apsorbirati.